# Avalapalli
Avalapalli es una ciudad censal situada en el distrito de Krishnagiri en el estado de Tamil Nadu (India). Su población es de 17859 habitantes (2011). Se encuentra a 53 km de Krishnagiri y a 32 km de Bangalore.

## Demografía
Según el censo de 2011 la población de Avalapalli era de 17859 habitantes, de los cuales 9135 eran hombres y 8724 eran mujeres. Avalapalli tiene una tasa media de alfabetización del 88,60%, inferior a la media estatal del 80,09%: la alfabetización masculina es del 93,81%, y la alfabetización femenina del 83,56%.